# Paul Leygue
Pour les articles homonymes, voir Leygue.
Paul Alphonse Leygue est un homme politique radical tarn-et-garonnais né le 14 mai 1883 à Montpezat-de-Quercy et mort le 29 mai 1954 à Lauzerte.

## Biographie
Diplômé de l'École nationale des industries agricoles, il entame en 1911 une carrière de fonctionnaire qui l'amènera à exercer les fonctions d'Inspecteur puis de directeur départemental de l'Assistance publique. À la Libération en 1944, il devient directeur de l'hôpital-hospice de Montauban.
En 1945, il est élu maire de Lauzerte et conseiller général du canton de Lauzerte. Il devient le premier président du Conseil général de Tarn-et-Garonne après la Libération (l'institution départementale ayant été supprimée durant le régime de Vichy). Il conserve cette présidence jusqu'à la fin de son mandat, en 1952, et reste maire de Lauzerte jusqu'en 1953.
L'école maternelle de la commune de Lauzerte porte aujourd'hui son nom.

## Sources
- Les Présidents du Conseil Général de Tarn-et-Garonne de 1811 à nos jours, Site internet du Conseil général de Tarn-et-Garonne pour la célébration du bicentenaire de la création du département